# Линдсей, Тед
Роберт Блейк Теодор «Тед» Линдсей (англ. Robert Blake Theodore “Ted" Lindsay, 29 июля 1925 — 4 марта 2019) — канадский хоккеист, левый нападающий, выступавший в НХЛ за «Детройт Ред Уингз» и «Чикаго Блэкхокс». В составе «Детройт Ред Уингз» Линдсей выиграл четыре Кубка Стэнли. В конце 1950-х Линдсей стал одним из создателей Ассоциации игроков национальной хоккейной лиги — профсоюза, защищающего интересы игроков. В 1966 году Линдсей был введён в Зал хоккейной славы. После завершения карьеры работал спортивным комментатором.

## Биография

### Детство и начало карьеры хоккеиста
Тед Линдсей родился 29 июля 1925 года в городке Ренфру в провинции Онтарио. Он был девятым ребёнком в семье бывшего профессионального хоккейного вратаря Берта Линдсея. В 1933 году семья переехала в Киркленд-Лейк, где Тед начал заниматься хоккеем. В составе школьной команды он дважды выигрывал чемпионат Онтарио. В составе юниорской команды «Торонто Сент-Майклз Мейджорс» он в 1944 году дошёл до финала Хоккейной лиги Онтарио, где его команда проиграла «Ошава Дженералз». «Ошава Дженералз» пригласили Теда заменить травмированного игрока в Мемориальном кубке и с помощью набравшего девять очков в семи матчах легионера выиграли турнир.

### «Детройт Ред Уингз»
В 1944 году скаут клуба НХЛ «Детройт Ред Уингз» заметил Линдсея по играм за «Сент-Майклз». Линдсей получил приглашение в тренировочный лагерь команды и произвёл прекрасное впечатление. Ему был предложен двухлетний контракт. В том же году в возрасте 19 лет он провёл свой первый матч в НХЛ. Линдсей средне провёл два первых сезона, но перед сезоном 1946-47 его перевели в звено с проводившим дебютный сезон правым нападающим Горди Хоу и центрфорвардом Сидом Абелем. Это звено, игравшее вместе до 1952 года, привело «Детройт» к пяти подряд победам в регулярном чемпионате и двум Кубкам Стэнли в 1950 и 1952 годах и считается одной из сильнейших атакующих линий в истории хоккея. Линдсей, Абель и Хоу получили прозвище Production Line («поточная линия», «конвейер»), которое одновременно обыгрывало принадлежность клуба к «автомобильной столице» США и результативность трёх нападающих. В сезоне 1946-47 Линдсей забросил 27 шайб, через два года стал лучшим снайпером регулярного чемпионата, а в сезоне 1949-50 стал обладателем Арт Росс Трофи с 78 очками, причём второе и третье места в споре бомбардиров заняли Абель и Хоу. После победы в решающем матче финала 1950 года против «Нью-Йорк Рейнджерс» Линдсей поднял кубок над головой и проехал с ним по периметру катка, заложив традицию, по которой капитан победившей в Кубке Стэнли команды совершал круг почёта.
После сезона 1951-52 Абель был обменян в «Чикаго Блэкхокс» и Линдсей стал капитаном команды. В 1954 и 1955 годах «Детройт» выиграл ещё два Кубка Стэнли.
К середине 1950-х у Линдсея испортились отношения с менеджером команды Джеком Адамсом. Адамсу давно не нравилось большое влияние, которое Линдсей имел в команде, а в 1955 году Линдсей публично раскритиковал совершённый по инициативе Адамса обмен звёздного вратаря «Детройта» Терри Савчука. Перед началом нового сезона Адамс лишил Линдсея звания капитана.

### Создание профсоюза и обмен в «Чикаго»
Став одним из членов наблюдательного совета пенсионного фонда НХЛ, Линдсей выяснил, что на зарплаты и пенсионные отчисления хоккеистов идёт ничтожная доля доходов лиги. В октябре 1956 года на предматчевой разминке Матча всех звёзд Линдсей и другой входивший в наблюдательный совет хоккеист, защитник «Монреаль Канадиенс» Даг Харви договорились создать профсоюз. 11 февраля 1957 года Линдсей, Харви и другие хоккеисты в Нью-Йорке созвали пресс-конференцию и объявили о создании Ассоциации игроков национальной хоккейной лиги, которая по словам Линдсея должна была «поддерживать, содействовать и защищать насущные интересы игроков НХЛ». Линдсей стал её президентом.
Создание Ассоциации было с возмущением встречено владельцами клубов, некоторые хоккеисты, активно участвовавшие в её деятельности, были обменяны или сосланы в низшие лиги. В том же 1957 году Ассоциация подала в суд на НХЛ, обвинив лигу в несправедливом распределении доходов от продажи телевизионных прав: игроки не получали ничего. В результате стороны заключили мировое соглашение, согласно которому часть этих доходов должна была направляться в пенсионный фонд. Однако вскоре после этой победы Ассоциация прекратила существование, чтобы снова возникнуть спустя десять лет.
Сам Линдсей в июне 1957 года, по окончании сезона, в котором он забросил 30 шайб и сделал 55 передач в 70 играх регулярного чемпионата, был обвинён Адамсом в слабой игре и обменян в «Чикаго Блэкхокс», гораздо более слабую команду. Чтобы выставить хоккеиста в невыгодном свете, Адамс предъявил журналистам фальшивый контракт, по которому Линдсей якобы получал 25 000 долларов в год (в реальности его годовая зарплата составляла около 12 000 долларов).

### Окончание карьеры
Линдсей провёл в «Чикаго» три сезона, став одним из тех игроков, которые постепенно превратили эту команду из аутсайдера в конкурентоспособного бойца. По окончании сезона 1959—1960 годов Линдсей, у которого на счету было 999 игр в регулярных первенствах НХЛ, объявил о завершении карьеры.
Закончив выступления, Линдсей занялся бизнесом. В 1964 году его бывший партнёр по звену Сид Абель, ставший тренером «Детройта», предложил Теду возобновить карьеру. Линдсей согласился и подписал однолетний контракт. Возвращение было встречено со скепсисом, президент лиги Кларенс Кэмпбелл говорил, что успешное возвращение на лёд тридцатидевятилетнего игрока после четырёхлетнего перерыва нанесёт ущерб имиджу соревнований. Тем не менее Линдсей провёл в регулярном сезоне 69 матчей и набрал 28 очков, а критики признали свою неправоту.
После окончания карьеры Тед Линдсей работал комментатором на телевидении, а с марта 1977 по апрель 1980 года занимал пост генерального менеджера «Детройта»; с марта по ноябрь 1980 был главным тренером «Детройта».

## Стиль игры, достижения и признание

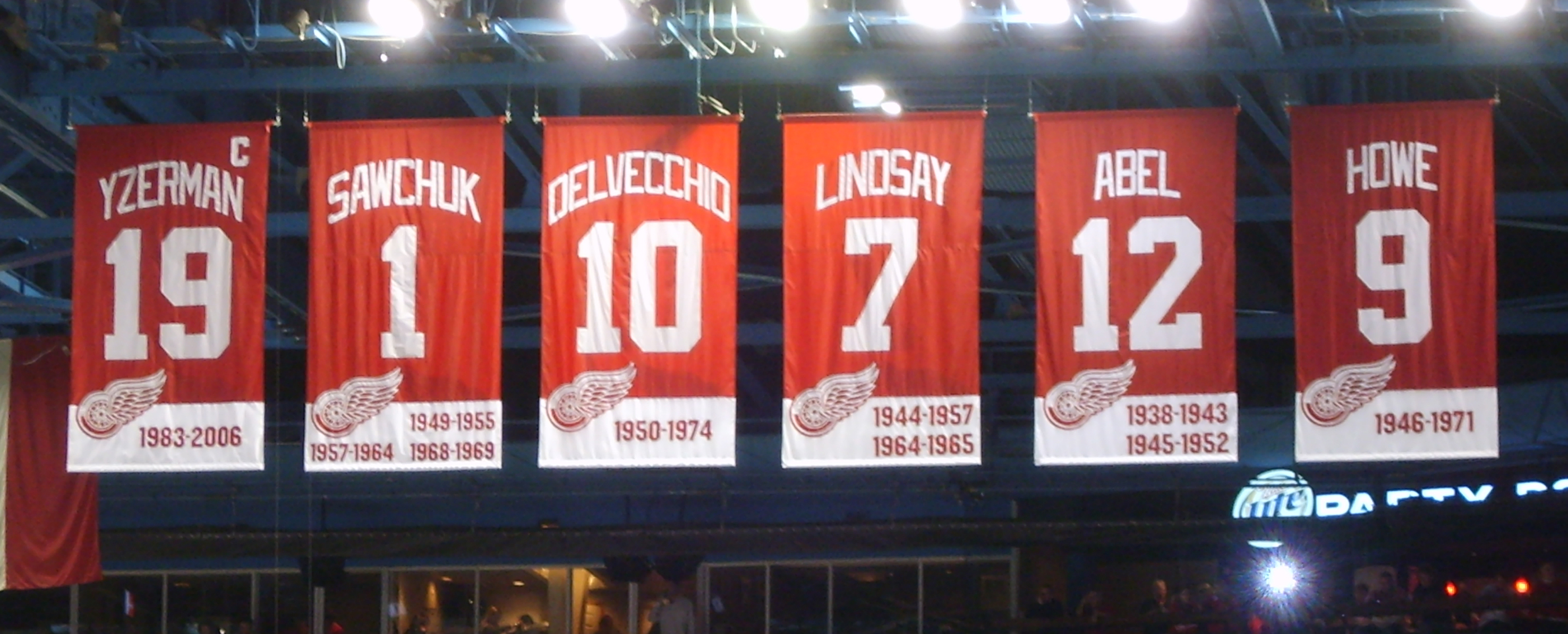
Выведенные из обращения «Детройтом» номера под сводами «Джо Луис Арены»

За свою карьеру Линдсей провёл 1068 игр в регулярном сезоне, забросив 379 шайб и сделав 472 передачи (851 очко), и 133 игры в плей-офф (47 голов, 49 передач, 96 очков). Он восемь раз включался в первую сборную всех звёзд лиги и ещё один раз — во вторую сборную.
Несмотря на довольно скромные физические данные — он имел рост 173 см и весил 74 кг — Линдсей отличался бойцовским характером и грубым, даже грязным стилем игры, за что получил прозвище «Ужасный Тед» (Terrible Ted). Другое его прозвище было «Лицо со шрамом» (Scarface) за большое количество наложенных швов. За свою карьеру он заработал 1808 штрафных минут. До середины 1970-х эта цифра оставалась рекордом всей лиги.
В 1966 году Линдсей был включён в Зал хоккейной славы НХЛ. Линдсей отказался присутствовать на банкете, потому что на него не допускались женщины, а он хотел разделить свой успех с семьёй. В следующем году это ограничение было отменено.
10 ноября 1991 года «Детройт Ред Уингз» в знак признания заслуг Линдсея вывели из обращения номер 7.
В 2010 году Ассоциация игроков НХЛ переименовала свою ежегодную награду, ранее носившую имя Лестера Пирсона, в Тед Линдсей Эворд, отметив таким образом как хоккейные достижения игрока, так и его роль в создании Ассоциации.

## Статистика выступлений
| 1944-45     | Детройт Ред Уингз | НХЛ         | 45   | 17  | 6   | 23  | 43   | 14  | 2  | 0  | 2  | 6   |
| 1945-46     | Детройт Ред Уингз | НХЛ         | 47   | 7   | 10  | 17  | 14   | 5   | 0  | 1  | 1  | 0   |
| 1946-47     | Детройт Ред Уингз | НХЛ         | 59   | 27  | 15  | 42  | 57   | 5   | 2  | 2  | 4  | 10  |
| 1947-48     | Детройт Ред Уингз | НХЛ         | 60   | 33  | 19  | 52  | 95   | 10  | 3  | 1  | 4  | 6   |
| 1948-49     | Детройт Ред Уингз | НХЛ         | 50   | 26  | 28  | 54  | 97   | 11  | 2  | 6  | 8  | 31  |
| 1949-50     | Детройт Ред Уингз | НХЛ         | 69   | 23  | 55  | 78  | 141  | 13  | 4  | 4  | 8  | 16  |
| 1950-51     | Детройт Ред Уингз | НХЛ         | 67   | 24  | 35  | 59  | 110  | 6   | 0  | 1  | 1  | 8   |
| 1951-52     | Детройт Ред Уингз | НХЛ         | 70   | 30  | 39  | 69  | 123  | 8   | 5  | 2  | 7  | 8   |
| 1952-53     | Детройт Ред Уингз | НХЛ         | 70   | 32  | 39  | 71  | 111  | 6   | 4  | 4  | 8  | 6   |
| 1953-54     | Детройт Ред Уингз | НХЛ         | 70   | 26  | 36  | 62  | 110  | 12  | 4  | 4  | 8  | 14  |
| 1954-55     | Детройт Ред Уингз | НХЛ         | 49   | 19  | 19  | 38  | 85   | 11  | 7  | 12 | 19 | 12  |
| 1955-56     | Детройт Ред Уингз | НХЛ         | 67   | 27  | 23  | 50  | 161  | 10  | 6  | 3  | 9  | 22  |
| 1956-57     | Детройт Ред Уингз | НХЛ         | 70   | 30  | 55  | 85  | 103  | 5   | 2  | 4  | 6  | 8   |
| 1957-58     | Чикаго Блэкхокс   | НХЛ         | 68   | 15  | 24  | 39  | 110  | —   | —  | —  | —  | —   |
| 1958-59     | Чикаго Блэкхокс   | НХЛ         | 70   | 22  | 36  | 58  | 184  | 6   | 2  | 4  | 6  | 13  |
| 1959-60     | Чикаго Блэкхокс   | НХЛ         | 68   | 7   | 19  | 26  | 91   | 4   | 1  | 1  | 2  | 0   |
| 1964-65     | Детройт Ред Уингз | НХЛ         | 69   | 14  | 14  | 28  | 173  | 7   | 3  | 0  | 3  | 34  |
| Всего в НХЛ | Всего в НХЛ       | Всего в НХЛ | 1068 | 379 | 472 | 851 | 1808 | 133 | 47 | 49 | 96 | 194 |